# 하이버니언스 FC
하이버니언스 FC(Hibernians Football Club)는 몰타 파올라의 축구 클럽으로, 현재 몰타 프리미어리그에서 활동하고 있다.

## 성적
- 몰타 프리미어리그 우승

우승 (13): 1960-61, 1966-67, 1968-69, 1978-79, 1980-81, 1981-82, 1993-94, 1994-95, 2001-02, 2008-09, 2014-15, 2016–17, 2021–22
- 몰타 컵 우승

우승 (10): 1961-62, 1969-70, 1970-71, 1979-80, 1981-82, 1997-98, 2005-06, 2006-07, 2011–12, 2012–13
- 몰타 슈퍼컵 우승

우승 (3): 1993-94, 2007, 2015

## 선수 명단

### 현역
참고: FIFA 자격 규정에 따라 소속된 국가대표팀 국기를 표시합니다. 선수는 복수의 FIFA 비회원국 국적을 가지고 있을 수 있습니다.
| 번호 | 포지션 | 국적 | 이름              |
| ---- | ------ | ---- | ----------------- |
| 5    | DF     | 몰타 | 커트 쇼           |
| 10   | FW     | 몰타 | 유르겐 디가브리엘 |
| 11   | MF     | 몰타 | 비욘 크리스텐센   |

| 번호 | 포지션 | 국적 | 이름 |
| ---- | ------ | ---- | ---- |